# Chuánqí
Il chuanqi (chuánqí 传奇), detto anche racconto meraviglioso, è un genere di opera cinese diffuso nella Cina meridionale, nelle province di Zhejiang e Jiangsu, durante la dinastia Ming, come evoluzione del dramma meridionale, il nanxi.
I drammi chuanqi avevano spesso intrecci complessi e fantastici, e larga enfasi era posta sulle emozioni e sugli elementi romanzeschi. Questa caratteristica era così importante che nel periodo Ming il termine chuánqí passò ad includere anche alcuni drammi dalla trama romanzesca scritti sotto la dinastia Yuan, come Il padiglione della luna (Bài yuè tíng 拜月亭) e Storia del liuto (Pípa jì, 琵琶記) di Gāo Míng (c. 1301-1370). Rispetto al dramma sviluppatosi nel nord, lo zaju, di struttura semplice, con pochi attori e pochi atti, il dramma chuánqí si sviluppava in un gran numero di scene.
Il chuánqí utilizzava come base musicale melodie popolari di diverse regioni. Una successiva evoluzione locale, basata sulle melodie del Kunshan, diede origine al genere kunqu.
I protagonisti di questi racconti sono, talvolta, mercanti o monaci iraniani o centroasiatici, e comunque figure straniere in grado di compiere gesti magici.
Autore rappresentativo del genere chuánqí fu Lǐ Yú (1610-1680), che oltre a scrivere innumerevoli opere lasciò anche scritti teorici sulla scrittura teatrale e sulle tecniche di rappresentazione nel suo Xian Qing Ou Ji (Note di pensieri liberi).

Un altro importante autore fu Kǒng Shàngrèn (1648 – 1718) la cui opera Il ventaglio dai fiori di pesco (桃花扇 Táo Huā Shàn) fa ancora parte del repertorio tradizionale delle compagnie kunqu.